# Epoka lodowcowa: Mamucia gwiazdka
Epoka lodowcowa: Mamucia gwiazdka (ang. Ice Age: A Mammoth Christmas) – amerykański krótkometrażowy film animowany wytwórni 20th Century Fox, specjalnie stworzony dla FOX. Światowa premiera odbyła się 24 listopada 2011 roku, a dwa dni później został wydany 26 listopada 2011 roku na Blu-ray i DVD. Film został pokazany po raz pierwszy w Polsce w telewizji Polsat 25 grudnia 2011 roku.

## Opis fabuły
Sid trafia na czarną listę Świętego Mikołaja po tym, jak po raz kolejny „przypadkowo” niszczy świąteczne dekoracje. Zmartwiony udaje się na Biegun Północny, by przekonać Mikołaja o swojej niewinności.

## Obsada
- Ray Romano – Manfred
- John Leguizamo – Sid
- Denis Leary – Diego
- Chris Wedge – Scrat
- Queen Latifah – Ela
- Seann William Scott – Zdzichu
- Josh Peck – Edek
- Billy Gardell – Święty Mikołaj
- Ciara Bravo – Brzoskwinka
- T.J. Miller – Prancer

## Wersja polska
Opracowanie wersji polskiej: Studio Sonica

Nagrania dokonano w: Studiu Mafilm Audio w Budapeszcie

Reżyseria: Piotr Kozłowski

Tłumaczenie: Urszula Szafrańska

Dialogi polskie: Joanna Kuryłko

Montaż: Agnieszka Stankowska

Organizacja produkcji: Agnieszka Kudelska

W wersji polskiej udział wzięli:
- Cezary Pazura – Sid
- Wojciech Malajkat – Maniek
- Piotr Fronczewski – Diego
- Justyna Bojczuk – Brzoskwinka
- Karina Szafrańska – Ela
- Jacek Kawalec – Zdzich
- Krzysztof Szczerbiński – Edek
- Michał Piela – Mikołaj
- Marcin Przybylski – Pyszałek
- Robert Jarociński – ochroniarz Mikołaja